# Georges Louis Marie Leclerc de Buffon
Pour les articles homonymes, voir Leclerc et Buffon.
Georges Louis Marie Leclerc de Buffon, né le 22 mai 1764 à Montbard et guillotiné le 22 messidor an II (10 juillet 1794) à Vincennes, est un militaire français.

## Biographie
Fils du célèbre naturaliste Buffon, il avait reçu une éducation très soignée, dirigée spécialement vers les sciences, qui le rendait propre à remplir différentes fonctions, notamment celle d’intendant du Jardin-du-Roi, dont son père avait la charge, et qui lui en destinait la charge. Une intrigue de cour l’ayant privé de celle-ci, il opte, comme son oncle, pour la carrière militaire.
Aimable et gracieux, poète à ses heures, son père, qui avait lui-même fort peu voyagé, l’envoie d’abord en Suisse avec son gouverneur. Il passe par Ferney où Voltaire le fait asseoir dans son fauteuil et se tient devant lui debout, la tête découverte, voulant, dit-il, lui rendre l’hommage qu’il aurait rendu à son illustre père. Avec le chevalier de Lamarck, il se rend en Allemagne, puis à Vienne, où ils sont accueillis avec distinction par l’empereur Joseph II. Il prend ensuite le chemin de la Russie, pour porter, avec ses hommages, à l’impératrice Catherine II, le buste de son père que celle-ci avait commandé à Jean-Antoine Houdon.
À son arrivée à Saint-Pétersbourg, il est accueilli en grande pompe avec son compagnon, le chevalier de Contréglise, qui servait avec lui au régiment des gardes-françaises. Lors de leur départ, après un séjour de six mois à la cour de Russie, les mêmes honneurs leur sont rendus que ceux qu’ils avaient reçus à leur arrivée, emportant de riches présents pour son père, dont une tabatière d’or enrichie de diamants, le portrait de cette princesse.
Regagnant la France en passant par l’Allemagne, il voit une seconde fois l’empereur, et s’arrête à Berlin pour faire sa cour à Frédéric II. Présenté au roi, à Potsdam, le même jour que l’abbé Raynal, le roi de Prusse l’entretient des travaux de son père, l’engage à prolonger son séjour à Berlin, le fait assister à de grandes manœuvres de troupes, et lui remet, au moment du départ, un manuscrit intitulé les Matinées de Frédéric Il, roi de Prusse, à son neveu Frédéric-Guillaume, son successeur à la couronne au sujet duquel il voulait avoir, disait-il, l’opinion de son illustre père.
Un an à peine après son retour de Russie, le 5 janvier 1784, il épouse Marguerite Françoise Bouvier de la Mothe de Cépoy, fille de la marquise de Castéra, et entre, aussitôt après, au régiment de Chartres. En même temps que son brevet de capitaine, il reçoit l'ordre de rejoindre sans retard son corps qui tenait garnison en Flandre. Cette union ne sera pas heureuse, en l’absence de sentiments de la nouvelle épousée envers son mari, dont l’absence le lui fera entièrement oublier. Elle voyait rarement son beau-père, pour lequel elle ne montrait ni prévenances ni attentions, mais en revanche, elle paraissait souvent au Palais-Royal, où les assiduités du colonel du régiment de son mari, le duc d’Orléans, futur Philippe-Égalité, ont tôt fait d’en faire sa maitresse.
Prévenu par de son infortune par des amis officieux, le mari, qui, lui, était épris de son épouse, ayant confié l’indifférence dont il était l’objet de la part de cette dernière, à son père, celui-ci l’a appelée près de lui à Montbard, afin d’étudier son caractère. Sentant qu’elle avait un appui à se ménager, elle s’est montrée, durant tout son séjour, pleine d’attentions et de soins pour son beau-père. Le naturaliste a donné une fête à sa belle fille, à laquelle elle a paru mise avec richesse et coiffée à la Titus, paraissant à peine s’apercevoir de la fête en son honneur, passant dédaigneuse et ennuyée dans les groupes de paysans accourus lui rendre hommage, avant de rentrer au château. Quelques jours après cette fête, à laquelle elle avait pris si peu de part, en dépit de toutes les instances de son beau-père, elle a quitté Montbard pour retourner à Paris.
Saisi de doutes, sa confiance ébranlée, Buffon père ayant fait prendre des renseignements, n’a pas tardé à apprendre tout ce qui défrayait la conversation des salons de Paris, depuis plusieurs mois. Après une ultime tentative de réconciliation, il l’a reconduite à la porte de son cabinet, en lui disant qu’elle n’était plus sa fille. À dater de ce jour, il ne devait jamais la revoir. Le comte se voit alors ordonner par son père de démissionner de son poste de capitaine en 1787 : « L’honneur vous commande avec moi de donner votre démission et de sortir de votre régiment pour n’y jamais rentrer. »
Pendant les quatre années qu’ont duré en réalité cette union mal assortie, Buffon n’avait fait que de courtes visites à sa jeune femme, passant tout le temps de son mariage à son régiment. Après la séparation, il a continué à habiter son hôtel situé à un angle de la rue Verte, tandis que son ex louait un hôtel placé à l’angle opposé ; les croisées des deux maisons se faisaient face, on ne pouvait entrer dans l’une sans être vu par les habitants de l’autre. Un jour, bon et généreux, prêt à pardonner, il traverse la rue et monte chez sa femme, mais l’accueil qu’il a reçu étant plus que froid, offensant même, il s’est enfin décidé alors à demander son divorce, obtenu le 14 janvier 1793.
Capitaine de remplacement au régiment de Septimanie le 22 juillet 1787, il était major en second au régiment d'Angoumois, depuis le 4 avril 1788 lorsque a éclaté la Révolution. Entrainé par sa première femme, il s’est d’abord montré très dévoué au duc d’Orléans, avant de quitter ce parti, par suite de la conduite de celle-ci. La Révolution, dont il avait embrassé la cause, a contribué à son avancement. Colonel de la garde nationale de Montbard et maire de cette ville, il commande, à Dijon, en 1790. la fédération armée des départements de l’ancienne province de Bourgogne comptant un effectif de plus de six mille hommes. La section de la rue Verte l’ayant, en outre, choisi pour commander la garde nationale du sixième arrondissement, le nouveau colonel a rétabli l’ordre et la discipline dans sa légion.
À peine âgé de vingt-six ans, il est nommé lieutenant-colonel du 9e régiment de chasseurs, puis colonel au 68e régiment d'infanterie, en 1791. Le 2 septembre 1793, il se remarie avec Élisabeth-Georgette, dite Betzy Daubenton (d) , nièce du naturaliste Daubenton. À peine ce second mariage connu de la première madame de Buffon, celle-ci a cherché à le détruire. Entretenant des relations ostensibles avec les chefs du parti révolutionnaire, elle aurait pu sauver son mari de l’échafaud, mais ne l’a pas fait.
Lorsqu’un soir, un agent provocateur s’introduit dans son hôtel particulier, pour le menacer en exigeant de lui la remise de 100 pièces d’or, Buffon le chasse de son hôtel. Le lendemain, dans la soirée, à six heures, une bande d’hommes armés force les portes de l’hôtel, s’empare de sa personne pour le conduire, en vociférant les plus horribles menaces, aux Madelonnettes. La légion dont il était colonel ayant pris spontanément les armes et invité les gardes nationaux des autres sections à s’unir à elle pour demander au Comité révolutionnaire l’élargissement d’un bon citoyen injustement arrêté, le Comité, contraint de céder devant une manifestation aussi imposante, donne l’ordre immédiat de mise en liberté.
Une enquête de la section de la rue Verte sur les faits ayant provoqué cette arrestation arbitraire est parvenue à en découvrir l’agent, qu’elle a fait aussitôt conduire en prison mais, pendant le trajet, celui-ci chantait et disait en haussant les épaules : — « Vous m’enfermez ; eh bien ! je vous certifie que dans moins de vingt-quatre heures votre protégé aura pris ma place ! », menace qui s’est réalisée avec exactitude. Arrêté de nouveau et conduit, cette fois, dans la prison du Luxembourg, Buffon n’a plus cherché à éviter le sort qui paraissait le poursuivre.
Au moment de la prétendue conspiration du Luxembourg, il y est impliqué et condamné à mort par le tribunal révolutionnaire, sept jours avant la chute de Robespierre. Lors de sa comparution devant ses juges, lorsqu’on lui demande son nom, « Je me nomme Buffon », dit il, avec dignité, puis refuse de répondre aux autres questions qui lui sont faites, il. À onze heures, il sort du tribunal révolutionnaire et, à trois heures, sa tête tombe sur la place de la barrière de Vincennes, montrant beaucoup de fermeté dans ses derniers moments.